# جدم الراس (دوعن)
'

تعديل مصدري - تعديل

جدم الراس هي إحدى قرى عزلة صيف بمديرية دوعن التابعة لمحافظة حضرموت، بلغ تعداد سكانها 93 نسمة حسب تعداد اليمن لعام 2004.